# محمد رضا أباتشي
محمد رضا أباتشي هو لاعب كرة قدم جزائري في مركز الوسط، ولد في 8 أغسطس 1975 في الحجار في الجزائر. لعب مع شبيبة بجاية.

## وصلات خارجية
- محمد رضا أباتشي على موقع ناشيونال فوتبول تيمز (الإنجليزية)